# Marie de Hautefort
Marie de Hautefort (1616-1691) fue una cortesana francesa. Sirvió como dama de compañía de Ana de Austria, además de ser confidente y consejera del rey Luis XIII de Francia.

## Primeros años
Fue hija del marqués Charles de Hautefort y de Renée du Bellay. Su abuela materna, Catherine le Voyer de Lignerolles Bellay de la Flotte, fue dama de compañía de la reina viuda María de Médici. Marie fue favorita del rey Luis XIII, quien se enamoró de ella tras conocerla durante una de las reuniones diarias de éste en el salón de la reina Ana.

## Vida en la corte

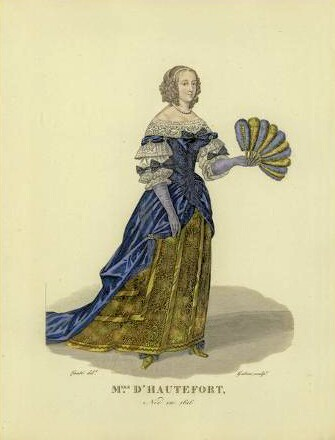
Retrato de Marie de Hautefort. Grabado en color de Georges Jacques Gatine a partir de una ilustración de Louis-Marie Lanté (1827).

Cuando la reina viuda se vio obligada a abandonar Francia en 1630, el rey reemplazó a Madeleine du Fargis por la abuela de Marie como dame d'atour, asignando el puesto de fille d'honneur de la reina a la propia Marie con el fin de mantenerla en la corte. Fue descrita como de belleza virtuosa e ingenio agudo, convirtiéndose en la favorita del rey, si bien su relación con el monarca nunca llegó a ser de carácter sexual. De hecho, era conocida la grosería de Marie a la hora de rechazar a los hombres sin importar sus intenciones e incluso llegó a considerar la correspondencia sobre temas inocentes con un hombre como una violación de sus principios. Luis XIII tenía un carácter similar, teniendo fuertes motivos religiosos en contra del contacto sexual fuera del matrimonio.
Gracias al puesto de fille d'honneur, el rey pudo disponer de Marie en la corte, pasando gran parte de su tiempo con ella organizando conciertos, excursiones y partidas de caza donde las canciones y los poemas estaban dedicados a ella, si bien todas estas actividades eran llevadas a cabo en compañía de otras personas y hablando siempre a una distancia suficiente como para no poder establecer ningún tipo de contacto físico.
No obstante, los sentimientos del rey no eran correspondidos, si bien Marie siguió ejerciendo como su confidente y consejera. Rechazó convertirse en espía del cardenal Richelieu, convirtiéndose en su lugar en amiga personal y espía de la reina Ana, a quien informaba de las confidencias hechas por el rey, burlándose ambas de sus sentimientos hacia Marie. Estos incidentes provocaron conflictos entre el rey y ella, los cuales terminaban siempre en reconciliación gracias a la intervención de Richelieu.
Marie fue asimismo favorita de la reina, cuyos sentimientos sí eran correspondidos, ayudándola con su correspondencia secreta y apoyándola cuando fue acusada de ser una espía española. Cuando La Porte, espía de Ana, fue arrestado, Marie lo visitó en la Bastilla disfrazada de doncella con el fin de informarle de que su testimonio y el de Ana podían ajustarse para que ambos coincidiesen durante el interrogatorio.
En 1635 perdió su puesto como favorita cuando Richelieu hizo los arreglos pertinentes para que Louise de La Fayette se convirtiese en el nuevo amor platónico del rey, si bien Marie recuperó dicho puesto cuando Louise ingresó en un convento en 1637, siendo promovida y compartiendo el cargo de dame d'atour con su abuela, lo que le otorgó el título de Madame pese a ser una mujer soltera. En noviembre de 1639, el rey, cansado de los constantes conflictos y reconciliaciones en su relación con Marie, optó por exiliarla de la corte y reemplazarla por Henri Coiffier de Ruzé, marqués de Cinq-Mars.

## Últimos años
Cuando Luis XIII murió y Ana se convirtió en regente en 1643, Marie fue llamada de nuevo a la corte, reasumiendo su puesto de dame d'atour y perteneciendo por un tiempo al círculo de favoritos de la reina. No obstante, Marie empezó a informar a la reina Ana del supuesto asunto amoroso entre ella y el cardenal Mazarino, alentándola a despedirlo, lo que motivó la expulsión de Marie de la corte en abril de 1644.
Contrajo matrimonio en 1646 con Charles de Schomberg, mariscal de Francia, con quien se mudó a Metz en 1652, año en que Charles fue nombrado gobernador de la ciudad. Schomberg murió poco después, en 1656, sin que el matrimonio hubiese tenido hijos, muriendo Marie décadas después, en 1691.